# Абрамсон, Шахно Гиршевич
Шахно Гиршевич (Александр Григорьевич) Абрамсон (9 февраля 1861, Ковно — 25 ноября 1907) — присяжный поверенный, депутат 2-й Государственной Думы, член Конституционно-демократической партии.

## Биография
По происхождению еврей. Сын Гирши Мордхелевича Абрамзона и Хаи Лейбовны Ротштейн.Перешёл в православие, чтобы получить образование вне черты оседлости. Окончил юридический факультет Санкт-Петербургского Императорского университета. Работал присяжным поверенным в округе Ковенского окружного суда.

### Политическая деятельность
6 февраля 1907 года он был избран во вторую Государственную Думу выборщиками Ковенского губернского избирательного собрания. В Думе присоединился к конституционно-демократической фракции. Был членом нескольких комиссий: по запросам, о свободе совести, об отдыхе служащих в торговых и ремесленных заведениях.